# Rajab Sarā
Rajab Sarā (persiska: رجب سرا) är en ort i Iran.   Den ligger i provinsen Gilan, i den norra delen av landet, 200 km nordväst om huvudstaden Teheran. Rajab Sarā ligger 107 meter över havet och antalet invånare är 110.
Terrängen runt Rajab Sarā är huvudsakligen kuperad, men österut är den platt. Runt Rajab Sarā är det ganska tätbefolkat, med 134 invånare per kvadratkilometer. Närmaste större samhälle är Lāhījān, 11,6 km nordväst om Rajab Sarā. I omgivningarna runt Rajab Sarā växer i huvudsak blandskog.